# Peipunlahti
Peipunlahti är ett sund i Finland. Det ligger i Sastmola i landskapet Satakunta, i den sydvästra delen av landet, 260 km nordväst om huvudstaden Helsingfors.